# بيل كونينغهام
بيل كونينغهام هو منتج تلفزيوني كندي، ولد في 1932.